# Central pattern generator
Als central pattern generator (CPG, deutsch „zentraler Mustergenerator“, ZMG) bezeichnet man in der Neuroanatomie spezielle Netzwerke von Nervenzellen im Rückenmark, die in der Lage sind, selbständig rhythmische Muskelkontraktionen zu veranlassen und dadurch eine wichtige Rolle bei kontinuierlichen Bewegungen, beispielsweise dem Gehen spielen.
Die Besonderheit dieser zentralen Aktivitätsmustergeneratoren liegt darin, dass sie nicht wie andere Nervenzellen immer wieder von einem übergeschalteten Hirnzentrum aktiviert werden müssen, sondern nach einer Startaktivierung selbständig in der Lage sind, in regelmäßiger Abfolge Aktionspotentiale zu entsenden.
Beispiele für Bewegungen, deren unbewusster automatischer Ablauf durch CPGs ermöglicht werden, sind das Gehen, Laufen oder Schwimmen.
Die rhythmischen Bewegungen beruhen auf der alternierenden Aktivierung von Flexoren und Extensoren der entsprechenden Körperareale.